# Metalheadz
 (août 2010).
Si vous disposez d'ouvrages ou d'articles de référence ou si vous connaissez des sites web de qualité traitant du thème abordé ici, merci de compléter l'article en donnant les références utiles à sa vérifiabilité et en les liant à la section « Notes et références ».
Metalheadz est un label de Jungle et de drum and bass. Ce label a été fondé en 1994 par Kemistry & Storm (en) et Goldie. Ce label a publié plusieurs des plus grands noms du drum and bass, et est qualifié par plusieurs[Qui ?] comme légendaire[réf. nécessaire], de par sa contribution à l'essor de ce genre musical au milieu des années 1990.

## Histoire
Le catalogue musical de Metalheadz inclus plusieurs artistes influents, tel Photek, Dillinja, Adam F, Grooverider, Doc Scott, Peshay, Alex Reece, Wax Doctor, Source Direct, J Majik, Andy C, Lemon D, Hidden Agenda, Commix, Ed Rush and Optical.
Metalheadz est également renommé pour la distribution de Platinum Breaks, une série de compilationsconsidérée comme un point tournant de la métamorphose de la musique électronique anglaise[réf. nécessaire] des années 1990.
Outre par son catalogue musical, le label a également connu du succès de par les soirées Metalheadz Sunday Session Club Nights qui ont eu lieu au London's Blue Note club, dans les années 1990. Ces soirées sont maintenant présentées au Clockwork in Islington, toujours à Londres.